# Amoertijgerkat
De amoertijgerkat (Prionailurus bengalensis euptilura) is een kleine katachtige uit Azië en een ondersoort van de Bengaalse tijgerkat.

## Uiterlijke kenmerken
De grondkleur van de amoertijgerkat is licht bruingeel, sterk vermengd met grijs en bedekt met roodbruine vlekken, een grijze kop met een donkerrode streep over de wang.